# Friedrich Wilhelm Rothenpieler
Friedrich Wilhelm Rothenpieler (* 2. August 1945 in Siegen) ist ein deutscher Jurist und Beamter.

## Leben
Rothenpieler absolvierte 1965 sein Abitur an der Alten Landesschule Korbach. Danach studierte er Geschichte, Politikwissenschaft und Rechtswissenschaft an der
Philipps-Universität Marburg. Nach dem Ersten Juristischen Staatsexamen und der Promotion zum Dr. jur. mit der Dissertation Der Gedanke einer Kollektivschuld in juristischer Sicht war er wissenschaftlicher Mitarbeiter an der Julius-Maximilians-Universität Würzburg.
Er legte 1978 sein Zweites Juristisches Staatsexamen ab und wurde Referatsleiter (Grundsatzreferat) und stellvertretender Leiter der Akademie für Politik und Zeitgeschehen der Hanns-Seidel-Stiftung in München. 1984 übernahm er das Pressereferat in der Bayerischen Staatskanzlei. Von 1988 bis 1993 war er im Bayerischen Staatsministerium des Inneren zuständig für die Öffentlichkeitsarbeit. 1993 wurde er Sprecher des Bayerischen Ministerpräsidenten Edmund Stoiber und der Bayerischen Staatsregierung und 1998 Chef des Planungsstabs des Ministerpräsidenten und Stellvertreter des Amtschefs der Bayerischen Staatskanzlei. Von 2003 bis 2005 war er Amtschef des Staatsministers für Bundesangelegenheiten in der Staatskanzlei und Bevollmächtigter des Freistaates Bayern beim Bund in Berlin. 2006 wurde er in der Amtsbezeichnung Ministerialdirektor Amtschef des Bayerischen Staatsministeriums für Wissenschaft, Forschung und Kunst unter Staatsminister Thomas Goppel. Seit 2011 ist er Präsident an der Bayerischen Akademie für Fernsehen. Zugleich ist er Vorsitzender des Kuratoriums der Akademie für Politische Bildung Tutzing.
Er war u. a. Mitherausgeber der Zeitschrift Materialien zur politischen Bildung.

## Auszeichnungen
- 2003: Bayerischer Verdienstorden

## Schriften (Auswahl)
- mit Peter Gutjahr-Löser, Hans-Helmuth Knütter: Theodor Litt und die politische Bildung der Gegenwart (= Berichte und Studien der Hanns-Seidel-Stiftung, Band 31). Olzog, München 1981, ISBN 3-7892-9876-X.
- Der Gedanke einer Kollektivschuld in juristischer Sicht (= Schriften zur Rechtstheorie, Heft 99). Duncker & Humblot, Berlin 1982, ISBN 3-428-05134-3.
- Aktive Friedenspolitik (= Berichte und Studien der Hanns-Seidel-Stiftung, Band 32). Olzog, München 1982, ISBN 3-7892-9884-0.
- hrsg.: Frieden contra Sicherheit? Argumente aus Theologie und Politik (= Schriftenreihe, Heft 23). Akademie für Politik und Zeitgeschehen, München 1983, ISBN 3-88795-033-X.